# 步步惊心 (桐华小说)
《步步惊心》（英語：Startling by Each Step or Bu Bu Jing Xin）是由桐华创作的一本清朝穿越情感小说。2005年，作品登陆晋江原创网，同时被海洋出版社、民族出版社、花山文艺出版社、湖南文艺出版社及野人文化出版社先后出版，於2009年至2011年間，桐华修订原作，出版新版《步步惊心》。

## 剧情概要
张晓是一个21世纪的年轻白领。在深圳市街道发生车祸意外事故，穿越到了18世纪清朝的八旗女子马尔泰·若曦。这个女子是八王爷胤禩的侧福晋马尔泰·若兰的妹妹。穿越之后一开始她尝试了各種辦法試圖回到现代，无奈徒劳无功。在八王府待选秀女期间，她遇上了四阿哥胤禛、姐夫八阿哥胤禩、九阿哥胤禟、十阿哥胤䄉、十三阿哥胤祥、十四阿哥胤禵。她与十三阿哥胤祥成了知己好友，同时又被温文儒雅的八阿哥胤禩深深吸引。
若曦进入了紫禁城 ，成了一个奉茶宫女。在一次狩猎之旅上，她和胤禩互相之间產生好感。她希望在接受他的求婚之前能够放弃对皇位的争夺。因为她来自未来，知道胤禩的野心会最终导致在其皇兄胤禛登基后將他从宗籍撇销，迫其改名「阿其那」，接着身敗名裂，最后在狱中离世。分手之前，若曦警告胤禩要关注他四哥以试图挽救他的命运。
与胤禩分手后，在若曦和胤禛的互动中，若曦不知不觉中爱上胤禛了。在此期间，胤禩和他的同僚们，诬陷胤禛，说他想篡奪皇位，以消除胤禛这个潜在的对手。在关键时刻，胤祥出来承担了责任，被禁闭十年作为处罚。若曦和阿哥们为胤祥说情，康熙帝答应了并且将胤祥的刑罰减为软禁。之後太子胤礽在東窗事發后被废黜，并被终身监禁，康熙开始显露出对胤禵的偏好，并將若曦許他作妾。然而，若曦顺从自己的心，大胆违抗皇帝的命令。作为惩罚，她被康熙降职并转移到了浣衣局。
胤禛决定他必须登上皇位才能保护胤祥和若曦，但他的计划造成康熙不再信任胤禩而转而青睐胤禵。康熙最终因病駕崩，胤禛后发动政变，夺取皇位，成为雍正皇帝。胤禛即位后从狱里释放胤祥和若曦。然而，若曦的幸福被胤禛的偏执以及胤禩和他同僚们的残酷迫害徹底毀掉了。她经常陷入胤禛和胤禩的内讧之中。胤禩的嫡福晋郭络罗·明慧在胤禟的操纵下告诉了若曦为什么她的丈夫几年前就开始和胤禛作对。若曦感到震惊，原来是她當年警告胤禩要小心胤禛身邊的幾位臣子，導致胤禩佈了局陷害胤禛，害胤祥被幽禁十年，她这才恍然大悟，由于穿越的因果循环她原来才是自己最初想避免这场「九龙夺嫡」悲剧背后的始作俑者。她的绝望导致了孩子流产，而且也弄得她自己身体严重衰弱。
愤怒的胤禛指责胤禩和明慧，将若曦流产和重病的责任推给他们。他下圣旨，迫使胤禩休掉明慧，明慧随后自焚而死。若曦悔恨她过去的所作所为，坦白了她与胤禩之间的过去。但当他了解到胤禩为什么在继位斗争中暗算他时，胤禛被若曦的坦白震撼了。于是，他开始冷淡地对待若曦。若曦无法承受这么大压力，并要求胤禵帮助她离开皇宫。胤禵后来揭示了先皇康熙帝的诏书，娶若曦为侧福晋、一开始胤禛虽不情愿；然后来在胤禩主动跟胤禛告知其与若曦往日的一段情后，胤禛终于放弃若曦，最終在康熙遺詔的压力下被迫同意，让若曦离开紫禁城。
尽管胤禵给了她无微不至的关怀，若曦痛苦的内心仍旧深深影响了她的身體，弥留之际，她乞求胤禵寄一封信给胤禛，要求在她去世之前见胤禛最后一次，然而胤禛和胤禵之间的误解导致了这封信被扔在了一边，而若曦绝笔之信因其收件者落款字迹与胤禛太为相似，胤禵为免无谓之谣言另起，故重新书写一信封、将若曦的信件放于其中寄出；惟胤禛收到该信后只觉又是胤禵乱语，故命高无庸放置一旁不予理会。但若曦挣扎着继续生存，只为了见到胤禛。三天后，若曦认为胤禛的不理不睬證明对她的感情已经结束并充满了恼恨，她在悲痛中去世。当若曦去世的消息傳到胤禛的耳朵里时，他万分悲痛，赶到了胤禵的居所。胤禛在到达灵堂后，对他当初对若曦的行为悔恨不已，但一切都为时已晚，只剩下若曦已经火化的骨灰在等着他。
历史仍然走在正轨上。

## 忠于历史
步步惊心在桐华的描写下，令若曦这个虚构的人物成功的穿插在历史中而又不与真正历史有所冲突。雍正去若曦的灵堂时对胤禵说了：“这里没有福晋”、“我根本没有把若曦写进宗谱裡”。胤禛不愿意把心爱的女人许配给他人。由于这是胤禛作为皇帝的私人决定，除他之外不可能有人知道这件事，历史也不会记载。另外，由于胤禵手持的是父亲康熙帝的圣旨，使雍正不方便册封若曦。这样便使若曦在历史上绝迹得合情合理。
除了若曦之外，作者对若兰的这一虚构的人物的处理也同样下了这番功夫的。由于历史上的八王爷胤禩的福晋中并没有一个称为马尔泰氏的。若兰心中对出嫁前爱上的将军念念不忘，因此故事末段胤禩在若兰临死前非常无奈的休了若兰，并答应放她死后得以自由，完全符合历史所载。

## 作者简介
桐华，毕业于北京大学的女作家，目前居住于美国。

## 改编作品

### 電視劇
- 改编的电视剧由刘诗诗、吴奇隆、郑嘉颖、袁弘、林更新、刘松仁等主演，2011在湖南卫视首播。由上海唐人电影制作有限公司制作[2]。

- 其续集在2013年3月2日开镜拍摄。

- 改编的电视剧由李準基、姜河那、IU主演。2016在韓國SBS電視首播。由韓國NBC環球集團及YG娛樂制作。

- 改编的电视剧由出口夏希、岡田將生主演。2025年待播。

### 電影
- 改编的电影由陈意涵、杨佑宁、窦骁主演。于2015年8月7日上映。

### 廣播劇
- 改编的广播剧。由斐然卓声广播剧社制作。于2011年剧组正式建立[3]。

### 話劇
- 改编的话剧由龚晓、沈磊、李超、贾邱、苏俊杰、袁野等主演，由上海话剧艺术中心、北京完全娱乐有限公司及文化中国传播集团三家联合制作，于2012年2月14日在艺海剧院首演。

### 越剧
- 浙江小百花越剧团新编剧目，2013年首演于上海艺海剧院，钱珏编写，郭小男执导，茅威涛任艺术总监[4]。